# 無発情
無発情（むはつじょう、anaphrodisia/anestrus）とは性成熟に達しても発情しないあるいは分娩後の生理的な卵巣休止期間を過ぎても、あるいは季節繁殖動物において繁殖季節において発情しない状態。卵胞発育障害、無発情型卵胞嚢腫、黄体嚢腫、黄体遺残、子宮内膜炎などでは無発情を示す。治療は原因を特定し、その原因を取り除くこと。